# For Your Love (singolo)
For Your Love è un brano musicale del gruppo rock britannico The Yardbirds, composto da Graham Gouldman. Pubblicato su singolo nel marzo 1965, fu il primo successo da top ten del gruppo sia in Gran Bretagna sia negli Stati Uniti. La canzone si discosta dalle radici blues degli inizi degli Yardbirds in favore di uno stile pop rock più commerciale. Il chitarrista Eric Clapton disapprovò il cambio di direzione stilistico della band, e poco dopo lasciò il gruppo.

## Il brano

### Origine e storia
Gouldman scrisse la canzone all'età di 19 anni mentre di giorno lavorava in un negozio di abbigliamento maschile vicino Salford Docks e la sera suonava insieme ai Mockingbirds, una band semi-professionista di Manchester. Egli spiegò: «Al lavoro dormivo la maggior parte del tempo perché avevo suonato con i Mockingbirds la sera prima, e poi durante il giorno, quando avevo del tempo libero, scrivevo in negozio. Solitamente, chiudevo il negozio all'ora di pranzo e mi sedevo nella parte posteriore a scrivere canzoni».
Gouldman citò i Beatles come influenza primaria nella composizione del pezzo: «Siamo andati giù a Denmark Street e abbiamo fatto il giro di tutti gli editori cercando di trovare una canzone;... non avevamo ricevuto nessuna canzone che ci piacesse in quel periodo e i Beatles stavano iniziando a diventare grandi come autori e io pensai: "Bene, ci scriveremo anche noi le canzoni da soli". [...] Volevamo tutti essere come i Beatles. Scrissi due pezzi e la compagnia discografica con cui eravamo rifiutò una delle canzoni. La canzone che rifiutarono era For Your Love, che alla fine trovò la sua strada con gli Yardbirds».
Il manager di Gouldman, Harvey Lisberg, restò così impressionato dalla canzone da dire a Gouldman che avrebbero benissimo potuto offrirla ai Beatles stessi. «Io dissi, "penso che stiano già facendo bene da soli come compositori"», ricordò Gouldman. Imperterrito, Lisberg diede un nastro demo della canzone all'editore Ronnie Beck di Feldman's, che la portò all'Hammersmith Odeon, dove si esibivano i Beatles. Per coincidenza gli Yardbirds si stavano esibendo anche loro in uno spettacolo natalizio presso la sede e Jeff Beck fece sentire For Your Love al loro manager, Giorgio Gomelsky, e alla band.

### Registrazione e pubblicazione
Gli Yardbirds registrarono For Your Love agli IBC Studios di Londra il 1º febbraio 1965. La maggior parte della traccia venne incisa con il cantante Keith Relf e il batterista Jim McCarty supportati dai turnisti Ron Prentice (basso), Denny Piercy (bonghi), e Brian Auger (clavicembalo). I chitarristi Eric Clapton e Chris Dreja suonarono solo nella sezione mediana della canzone. Il bassista Paul Samwell-Smith si occupò della produzione ed è indicato come direttore musicale nei crediti del 45 giri, ma ufficialmente la produzione venne accreditata al manager Giorgio Gomelsky. Alla conclusione della sessione, Auger si chiese "chi mai avrebbe comprato un singolo di musica pop che conteneva il suono di un clavicembalo".
Poco tempo dopo la sua pubblicazione da parte della Columbia il 5 marzo 1965, For Your Love divenne un successo nel Regno Unito. Quando venne pubblicata un mese dopo dalla Epic Records negli Stati Uniti, divenne il primo 45 giri della band ad entrare in classifica. All'epoca, Clapton era già uscito dal gruppo per varie ragioni, incluso il cambio di rotta stilistico intrapreso dagli Yardbirds verso sonorità maggiormente commerciali.

## Tracce singolo
Columbia DB-7499 UK
1. For Your Love (Graham Gouldman) - 2:27
2. Got to Hurry (Oscar Rasputin) -

## Formazione
- Keith Relf: voce
- Jim McCarty: batteria
- Eric Clapton: chitarra elettrica
- Chris Dreja: chitarra elettrica

Musicisti aggiuntivi
- Ron Prentice: basso
- Denny Piercy: bonghi
- Brian Auger: clavicembalo

## Cover
La canzone è stata reinterpretata dai Fleetwood Mac, nel loro album Mystery to Me del 1973,  da Joe Jackson, nell'album dal vivo Summer in the City del 2000 (in medley con Fools in Love), e dalla formazione tedesca Chilly, che ne fece un brano disco della durata di 11 minuti.